# Jeziorko (jezioro w powiecie świebodzińskim)
Jeziorko (niem. Kleiner See) – jezioro w województwie lubuskim, w pow. świebodzińskim, w gminie Skąpe, leżące na terenie Pojezierza Łagowskiego.

## Charakterystyka
Jezioro położone jest w pobliżu południowo-zachodniego krańca, dużego jeziora Niesłysz (Niesulickiego), należącego do Gospodarstwa Rybackiego SP Zbąszyń. W przeszłości geologicznej jezioro Jeziorko było jego częścią.
Akwen ze wszystkich stron otaczają lasy. W jeziorze Złoty Potok oprócz pospolitych gatunków ryb napotkamy bassa wielkogębowego, popularnie zwanego okoniopstrągiem (jego jedyne znane stanowisko w wodach Środkowego Nadodrza). Na północno-zachodnim brzegu jeziora znajduje się przedwojenny hotelik oraz niewielkie pole namiotowe. Na miejscu istnieje możliwość wypożyczenia sprzętu pływającego. Dojazd do jeziora jest możliwy z drogi krajowej Świebodzin-Krosno Odrzańskie – w miejscowości Radoszyn kierujemy się na Niesulice i dalej na Kalinowo.

## Dane morfometryczne
Powierzchnia zwierciadła wody według różnych źródeł wynosi od 28,5 ha do 31,3 ha.
Zwierciadło wody położone jest na wysokości 78,8 m n.p.m. Głębokość maksymalna jeziora wynosi 13,0 m.
W oparciu o badania przeprowadzone w 2004 roku wody jeziora zaliczono do II klasy czystości.

## Hydronimia
Według urzędowego spisu opracowanego przez Komisję Nazw Miejscowości i Obiektów Fizjograficznych (KNMiOF) nazwa tego jeziora to Jeziorko. W różnych publikacjach i na mapach topograficznych jezioro to występuje pod nazwą Złoty Potok lub Jeziórko.